# Luca Mozzato
Luca Mozzato (Arzignano, 15 febbraio 1998) è un ciclista su strada italiano che corre per il team Arkéa-B&B Hotels.
Professionista dal 2020, ha vinto la Binche-Chimay-Binche nel 2023 e la Bredene Koksijde Classic nel 2024.
Nello stesso anno è arrivato secondo dietro a Mathieu van der Poel al Giro delle Fiandre.

## Palmarès

### Strada
- 2015 (Juniores)[1]

M.O. Ristorante Colombera
Trofeo Brebbia Remo e Montalbetti Piero
Trofeo Comune di Sant'Angelo di Gatteo
Gran Premio Industria Artigianato e Commercio - Tezze sul Brenta
Coppa Valsenio
Gran Premio DMT
Trofeo Comune di Vertova
Trofeo Polisportiva Camignone
- 2016 (Juniores)[2]

Giro di Primavera
Gran Premio Sportivi di Sovilla - La Piccola Sanremo
Gran Premio Danieli Officine Meccaniche
Gran Premio di Massa Finalese
Circuito della Riviera Apuana
- 2017 (Zalf-Euromobil-Désirée-Fior, due vittorie)

Gran Premio Industria del Cuoio e delle Pelli
Trofeo Gianfranco Bianchin
- 2019 (Dimension Data for Qhubeka, una vittoria)

Circuito del Porto-Trofeo Internazionale Arvedi
- 2023 (Team Arkéa-Samsic, due vittorie)

2ª tappa Tour du Limousin (Excideuil > Trélissac)
Binche-Chimay-Binche
- 2024 (Arkéa-B&B Hotels, una vittoria)

Bredene Koksijde Classic

## Piazzamenti

### Grandi Giri
- Giro d'Italia

2025: 138º
- Tour de France

2022: 102º
2023: 132º

### Classiche monumento
- Milano-Sanremo

2023: 132º
- Giro delle Fiandre

2020: ritirato
2022: 25º
2024: 2º
2025: 111º
- Parigi-Roubaix

2021: 20º
2022: 83º
2023: 21º
2024: 72º
2025: fuori tempo massimo

### Competizioni mondiali
- Campionati del mondo

Doha 2016 - In linea Junior: 4º
- Giochi olimpici

Parigi 2024 - In linea: 50º

### Competizioni europee
- Campionati europei

Monaco di Baviera 2022 - In linea Elite: 117°
Drenthe 2023 - In linea Elite: 42°